# Henry Jonsson
John Henry Jonsson (12 maggio 1912 – Stoccolma, 9 marzo 2001) è stato un mezzofondista svedese.
Nel 1940 ha cambiato il suo nome in Henry Kälarne.

## Palmarès
- Giochi olimpici

Berlino 1936: bronzo nei 5000 metri piani.
- Europei

Parigi 1938: argento nei 5000 metri piani.